# 島根一磨
島根 一磨（しまね かずま、1996年11月30日 - ）は、ジャパンラグビーリーグワン埼玉パナソニックワイルドナイツに所属するラグビー選手。

## プロフィール
- 奈良県出身[1]。
- ポジションはフッカー(HO)。
- 身長 175 cm、体重 99 kg
- 関西学生代表に選ばれたことがある[2]。
- 天理大学史上最高の主将と謳われた。
- ジュニア・ジャパンに選ばれたことがある[3]。

## 略歴
2015年、天理高校卒業後、天理大学に入学。
2018年、天理大学ラグビー部の主将に就任した。
2019年、天理大学卒業後、パナソニック ワイルドナイツ(現・埼玉パナソニックワイルドナイツ)に加入。
2020年2月22日にジャパンラグビートップリーグ第6節NTTドコモレッドハリケーンズ戦に途中出場で公式戦初出場を果たす。